# Йов, або комедія справедливості
«Йов, або комедія справедливості» (англ. Job: A Comedy of Justice) — науково-фантастичний роман Роберта Енсона Гайнлайна 1984 року, антирелігійна сатира. Назва відсилає до біблійної «Книги Йова» а також до роману Джеймса Бренча Кейбела «Юрген, висміювання справедливості».

## Сюжет
Християнський політичний активіст Алекс Хергенсхаймер здійснює круїз по островах Тихого океану. Прийнявши виклик, він бере участь у обряді вогнеходіння, після чого потрапляє в іншу реальність. Після повернення на лайнер всі починають його приймати за іншу людину — адвоката Алекса Грехема, а ще виявляється, що на кораблі він має коханку — датчанку Маргрету Гундерсон, яка підробляє в круїзі покоївкою.
Не зважаючи на одруження, Алекс, врешті, закохується в Маргрет. В сейфі він знаходить мільйон доларів готівкою, очевидно, добутий його двійником нечесним шляхом. Алексу доводиться рятувати ці гроші від співучасників Грехема.
Алекс впевнений у своєму перенесенні в другу реальність, оскільки в ній гроші мають інший вигляд і відсутній повітряний транспорт, на відміну від світу Алекса, де популярні дирижаблі.
Алекс розкриває Маргрет подробиці свого перенесення, і одразу після цього, корабель натикається на айсберг і вони обоє потрапляють у воду через пробоїну в їхній каюті, а потім їх викидує в третю реальність.
У цій реальності основним повітряним транспортом є літаки, і Алекса та Маргрет на плавучому матраці підбирає гідроплан рятувальників берегової охорони Мексики. Місцевий суд присуджує їм, двом чужоземцям без документів, відробити борг перед рятувальниками, працюючи пеонами у господаря місцевого ресторану.
Через декілька місяців, майже закінчивши відробляти свій борг, Алекс та Маргрет вибираються на пікнік за місто, в цей час місто руйнує несподіваний землетрус, спричиняючи значні жертви серед місцевих жителів.
Через декілька хвилин жахливих переживань, їх переносить у наступну реальність, за декілька хвилин до початку цього землетрусу і їм доводиться пережити його знову.
Вдруге втративши свої заощадження та теплий одяг, Алекс та Маргрет потрапляють у табір мексиканських біженців на території США. Їхньою ціллю є потрапити в Канзас — батьківщину Алекса.
Алекс не може пояснити існування багатьох реальностей з християнської точки зору, а Маргрет, відповідно до своєї скандинавської релігії, пояснює це нестабільністю, яку спричиняє бог Локі наприкінці кожного тисячолітнього періоду існування всесвіту, який закінчується битвою Рагнарок. Алекс теж відчуває наближення кінця світу, але уявляє його як християнський Апокаліпсис.
Під час подорожі, кожен раз, коли головні герої накопичують трохи грошей, реальність міняється, і вони зостаються з недійсними грошима та з тим, що вдягнуто на них.
Алексовим нездійсненним бажанням є пригостити Маргрет її улюбленим десертом «фадж-санде» в кафе.
В дорозі випадкові знайомі допомагають їм з їжею та транспортом, кожного з яких Алекс просить увірувати, щоб бути врятованим у Судний день.
Одного разу, в Техасі, коли при зміні реальності, головні герої залишаються зовсім голими, їм допомагає і запрошує до свого дому сам Сатана, видаючи себе за бізнесмена Джеральда Фарнсвоурта (ця високотехнологічна реальність подібна до гайнлайнівської «Історії майбутнього»).
Коли раптово наступає кінець світу (в 1994 році, через неточність християнських рукописів), Алекс саме привів Маргрет у церкву, і вже був впевнений у спасінні її душі.
Сам Алекс, хоча і приділяв особливу увагу гонінням астрономів та зневажав права жінок, потрапляє одразу в рай.
В раю він спочатку стикається з місцевою бюрократією, яка признала його святим, але забула повідомити йому про це.
А потім знуджується, оскільки праведники намагаються влаштувати собі заняття, подібні до тих які в них були на землі, а також ненавидять ангелів за зверхність.
Розшукуючи Маргрет, Алекс зустрічається з святим Петром, який повідомляє, що Маргрет немає ні в раю, ні на землі. Алекс вирішує покинути рай, щоб пошукати її в пеклі.
Пекло — місце, більш придатне для життя людей. Навіть Марія Магдалина, яка живе в раю, іноді відвідує пекло, як запрошений фахівець.
Побувши там з комфортом декілька днів, Алекс добивається аудієнції Сатани. Сатана повідомляє, що Маргрет немає в пеклі, і пробує спокусити Алекса, пообіцявши знайти її, якщо той погодиться на посаду капелана пекла. Алекс відмовляється. Тоді Сатана відводить його у техаський будинок до своєї сім'ї та розказує йому повну картину.
Помилкою людей є те, що вони вважають своїх богів єдиними і всемогутніми, але насправді, боги у свою чергу теж підвладні силі вищого рівня і так можливо до безкінечності.
Єгова — домінуючий старший брат Сатани, любить перемагати і для цього не гребує використовувати чудеса, які Сатана вважає звичайним шахрайством.
Він зазвичай доручає всю брудну роботу Сатані, користуючись нездатністю останнього відмовитись від азартних парі.
Нещодавно він запропонував Сатані випробувати віру Алекса, як колись вони учинили з Йовом. Але на цей раз Сатана відмовився і Єгова попросив когось іншого влаштувати це випробування.
Посеред розповіді Сатані доводиться відлучитись у терміновій справі, залишивши Алекса зі своєю сім'єю: дружиною Карен (біблійною блудницею Рахав) та дочкою-чортівкою Сібіл.
Карен продовжує розповідати Алексу про секрети Єгови. Наприклад, як він створив світ у 4004 році до народження Христа, одразу зістареним на 23 млрд років, щоб навмисне заплутати свої створіння.
Повернувшись, Сатана забирає Алекса і відводить на аудієнцію до когось, хто уособлює вищу силу для Єгови, Сатани та подібних їм богів. Сатана пропонує звертатись до нього — пане «Кощей» (англ. Koshchei) або пане Голово. Він описує цю аудієнцію на зрозумілому для Алекса рівні, начебто, він приніс поранену тваринку до ветеринара.
Сатана перед Кощеєм оспорює рішення Єгови щодо долі Алекса. Він наполягає на дотриманні правил гільдії «митців», щодо своїх творінь. Щоб повніше розглянути питання, Кощей викликає в свій кабінет всіх причетних богів: Єгову, Одіна та Локі. Єгова одразу затіває перепалку зі скандинавськими богами, з якої проясняється, що він заключив парі з Локі на випробування віри Алекса, але, на думку Локі, злякався програшу та змахлював — влаштував Судний день. Маргрет, яка залишилася язичницею, брала участь і загинула в битві Рагнарок та потрапила у Вальгаллу.
Кощей присуджує повернути Маргрет із Вальгалли і віддати її разом з Алексом під опіку Сатани. Єгові, який не згідний з цим рішенням, Кощей пояснює, що принципи мистецтва головніші за справедливість.
В заключній главі описується щасливе життя сім'ї Алекса та Маргрет, які не пам'ятають свої минулі пригоди, у маленькому містечку Едем в Канзасі, де вони володіють забігайлівкою. Їхні друзі сім'я Фарнсвоуртів часто приїжджають до них в гості з Техасу. Заради такого життя Алекс вважає, що варто пройти пекло і відмовитись стати святим.

## Нагороди та номінації
- 1984 року номінувався на премію «Неб'юла».

- 1985 року номінувався на премії «Г'юго» та .

- 1995 року роман був нагороджений премією «Локус».